# Creu de terme de Llinars
La creu de terme de Llinars és una obra gòtica de Llinars del Vallès (Vallès Oriental) inclosa a l'Inventari del Patrimoni Arquitectònic de Catalunya, situada a la Via Romana, als afores de la població.

## Descripció
És una creu de terme gòtica situada damunt un sòcol de quatre graons. El fust és octogonal de pedra i a sobre hi ha un nus amb decoració vegetal als peus i representacions figurades a cada cara. Es conserven nou figures força deteriorades. Representació de la llegenda de Sant Jordi amb la princesa i el drac a terra. Els altres personatges porten atributs, possiblement es tracti d'apòstols. A l'anvers de la creu hi ha la representació de la crucifixió i al revers l'escena de la Verge. Els extrems són trilobats, dos estan trencats.

## Història

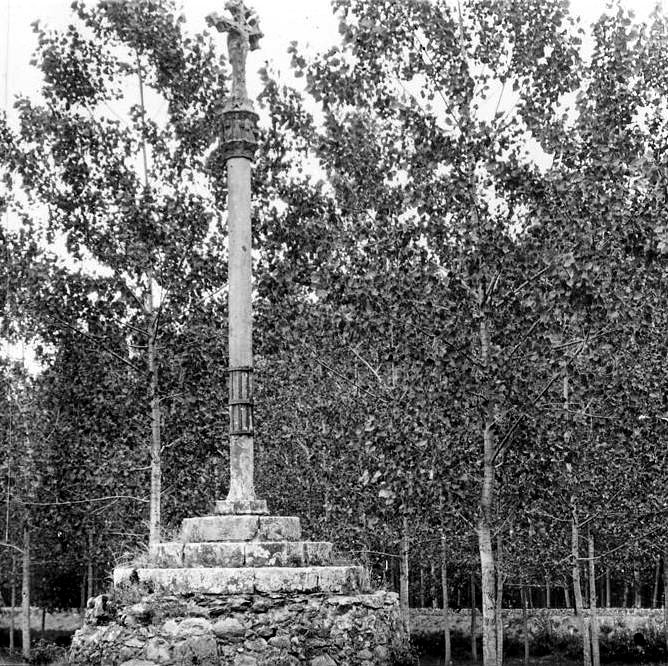
La creu de terme el 1912, en una fotografia de Josep Salvany i Blanch

Segons Gallardo no es tracta d'una creu de terme municipal sinó parroquial. No tenim cap notícia documental que faci referència a la creu. Per la seva tipologia podem situar-la a finals del període gòtic ogival.